# Chinese roos
De Chinese roos (Hibiscus rosa-sinensis) is een plant uit de kaasjeskruidfamilie (Malvaceae). De soort wordt in Europa als kamerplant gehouden. De plant is afkomstig uit tropisch Azië. In Azië wordt deze plant op grote schaal aangeplant en kan de plant meer dan 4 m hoog worden. Vaak wordt de soort daar als haag gebruikt. 
De Indonesische naam van de plant is 'kembang sepatu', wat "schoenbloem" betekent. Oorspronkelijk komt de naam uit het Portugees, toen de Portugezen in de 16e eeuw de plant ontdekten en de naam gaven fulo de sapato, schoenenbloem. De naam Kembang sepatoe, schoenbloem, stamt uit de Nederlandse koloniale tijd, toen men vooral in Nederlands-Indië, maar ook in Nederland de bloembladen van de plant gebruikte om er (zwarte) schoensmeer mee te maken. De Indonesische benaming voor de Hibiscusbloem is Bunga sepatu, schoenbloem. De rode bloembladen werden in de Indische keuken gebruikt als kleurmiddel en om thee van te trekken. De bloem kan ook worden gebruikt als pH-indicator; in zure oplossingen verandert de bloem in een donkerroze of magenta kleur en in basische oplossingen in groen. 
De lang gesteelde bladeren zijn smal- tot breed-eirond. Ze worden 5–15 cm lang en 2,5–8 cm breed. Bij de wilde soort is de bladrand scherp gezaagd, maar er bestaan cultivars met minder scherp gezaagde of zelfs gave bladranden.
De bloemen staan solitair in de bladoksels en verschillen zelfs aan dezelfde plant sterk in grootte. De grootste bloemen hebben een diameter van 20 cm. De bloemen bestaan uit zeven tot tien bloembladeren. De wilde soort heeft karmozijnrode bloemen, maar er zijn cultivars ontwikkeld met witte, gele, zalmkleurige, lila, donkerrode en gemengdkleurige bloemen. Ook zijn er cultivars met gevulde bloemen ontwikkeld. Tevens bestaan er cultivars met bontgekleurde bladeren (zogenaamde 'Variegata'-cultivars).

## Trivia
- Gebruik van een extract uit de wortel van Chinese roos gedurende zeven dagen na het paren blijkt bij ratten innesteling van de bevruchte eicel voor 100% te voorkomen.[1] Het is nog onbekend of Chinese roos bij mensen een effectief en veilige natuurlijke morning-afterpil is.
- De Chinese roos is sinds 1960 de nationale bloem van Maleisië.

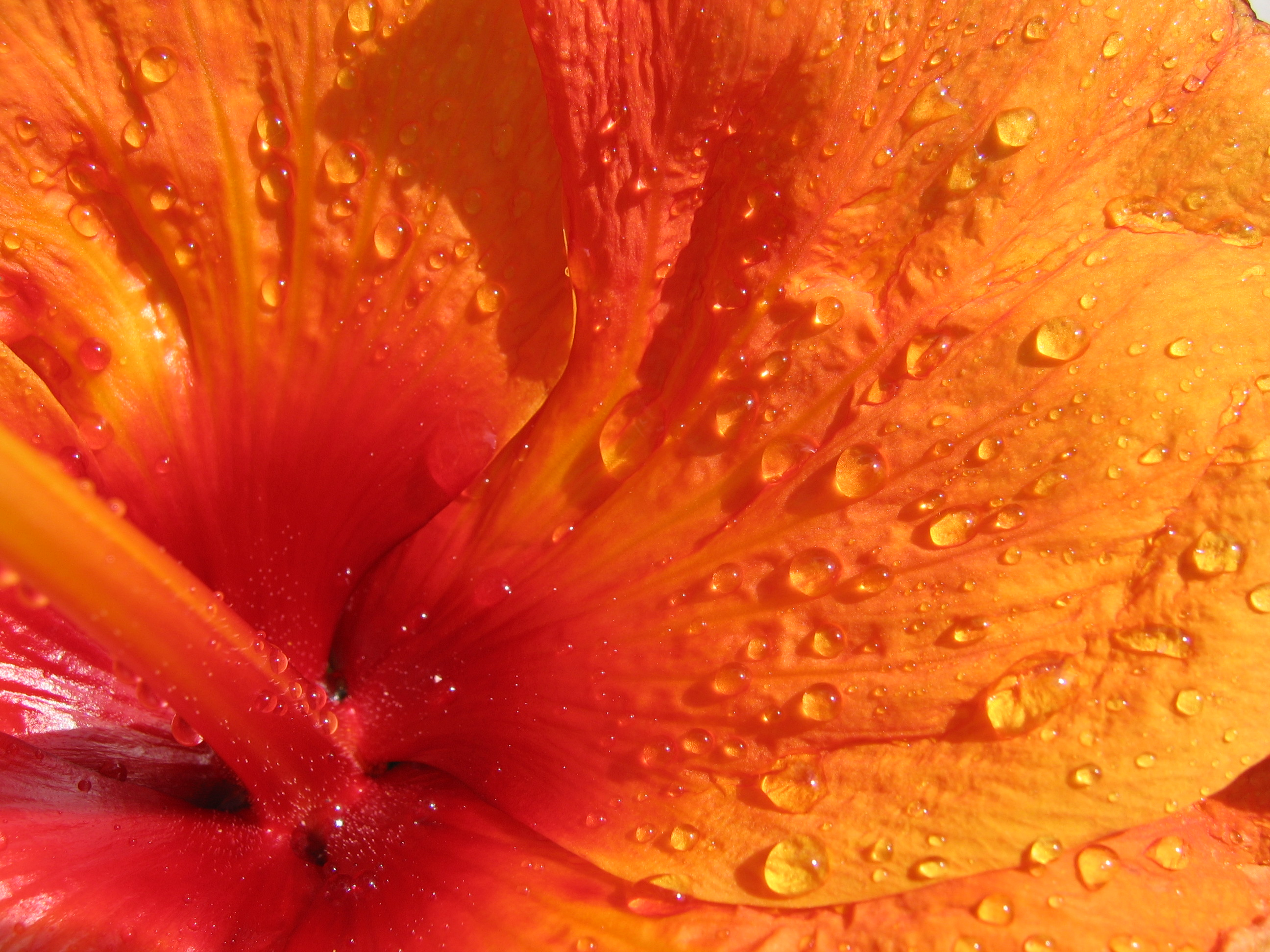
Kroonblad van de bloem van een Chinese roos
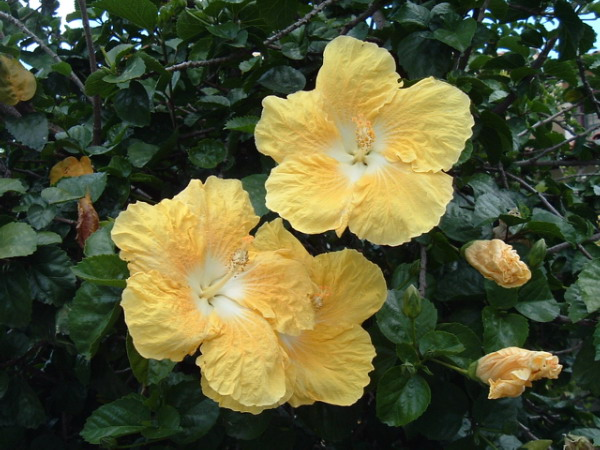
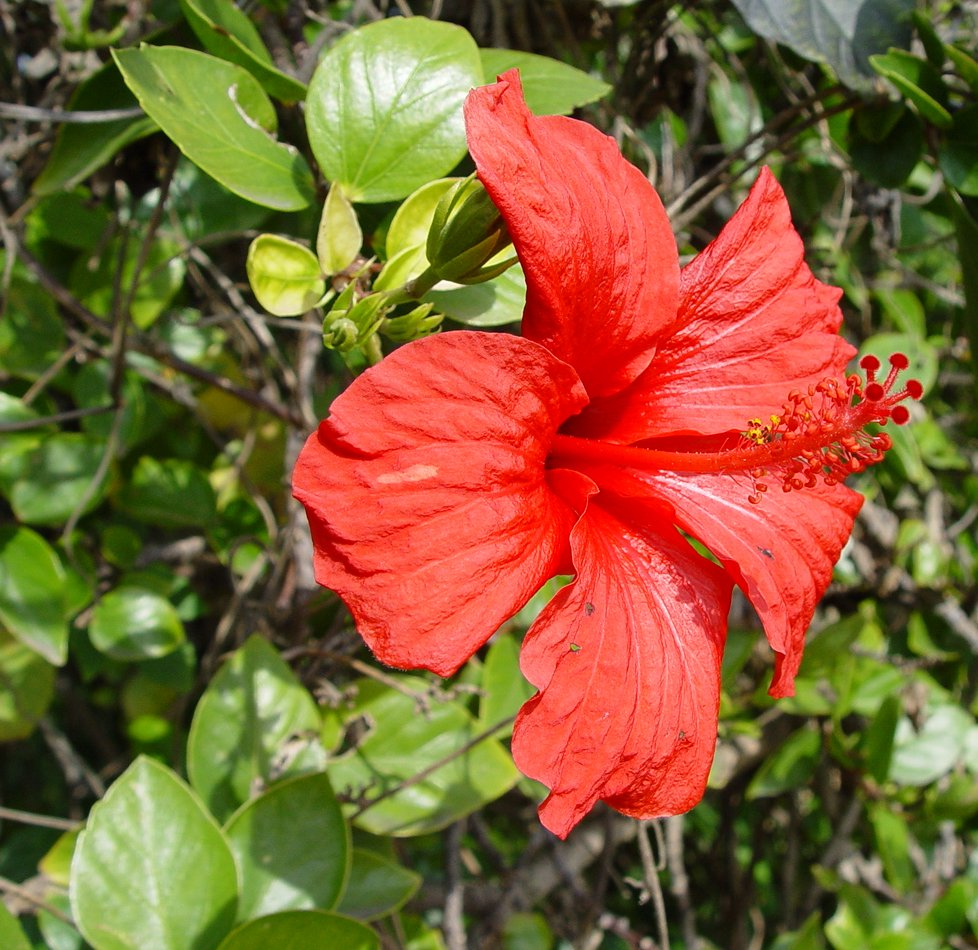
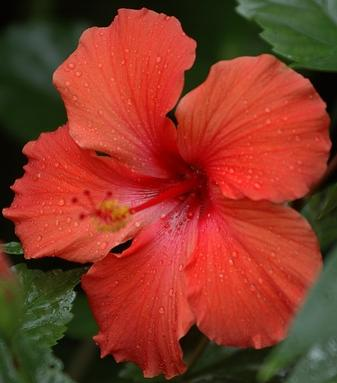
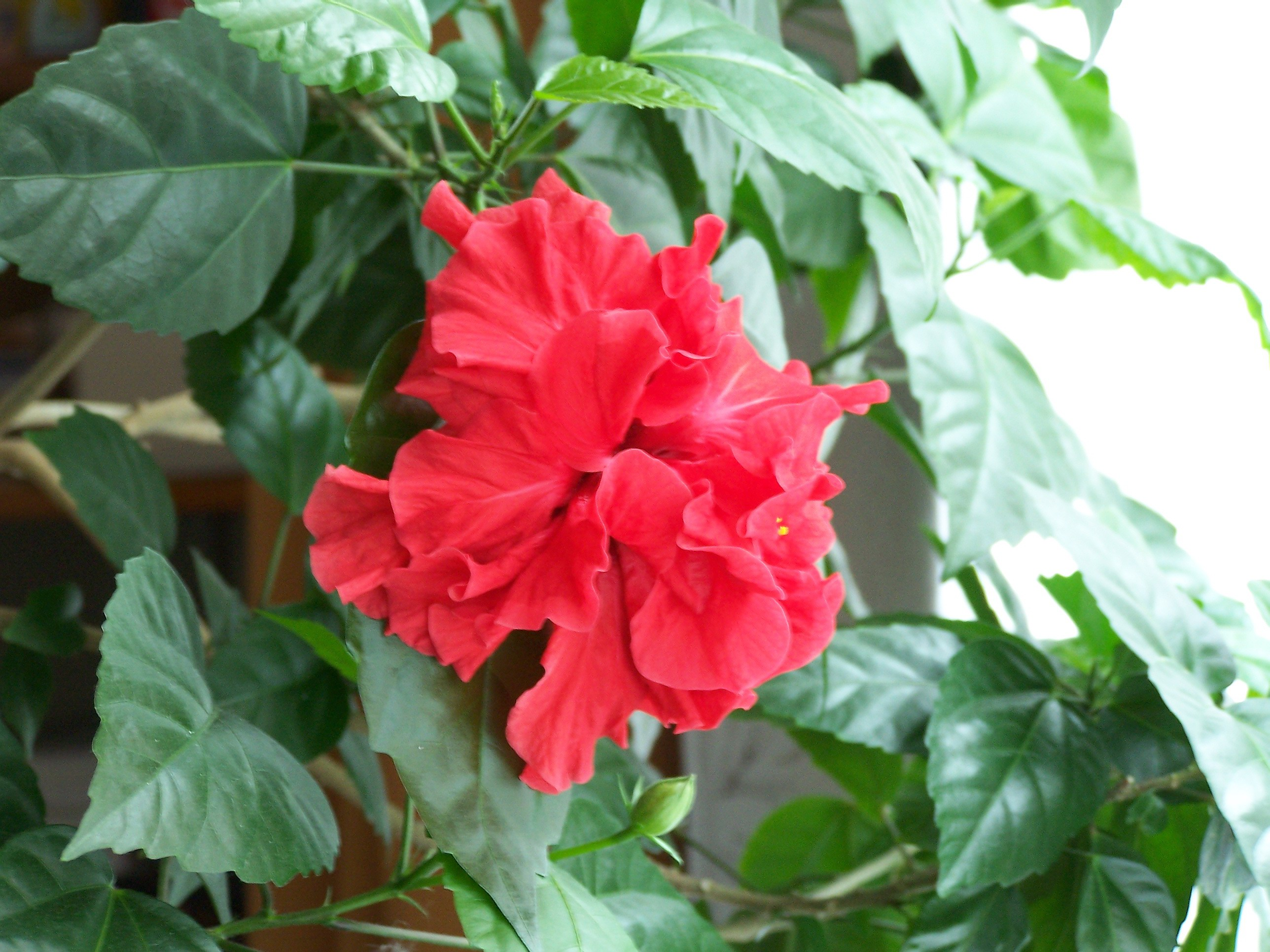
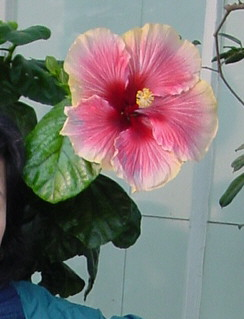
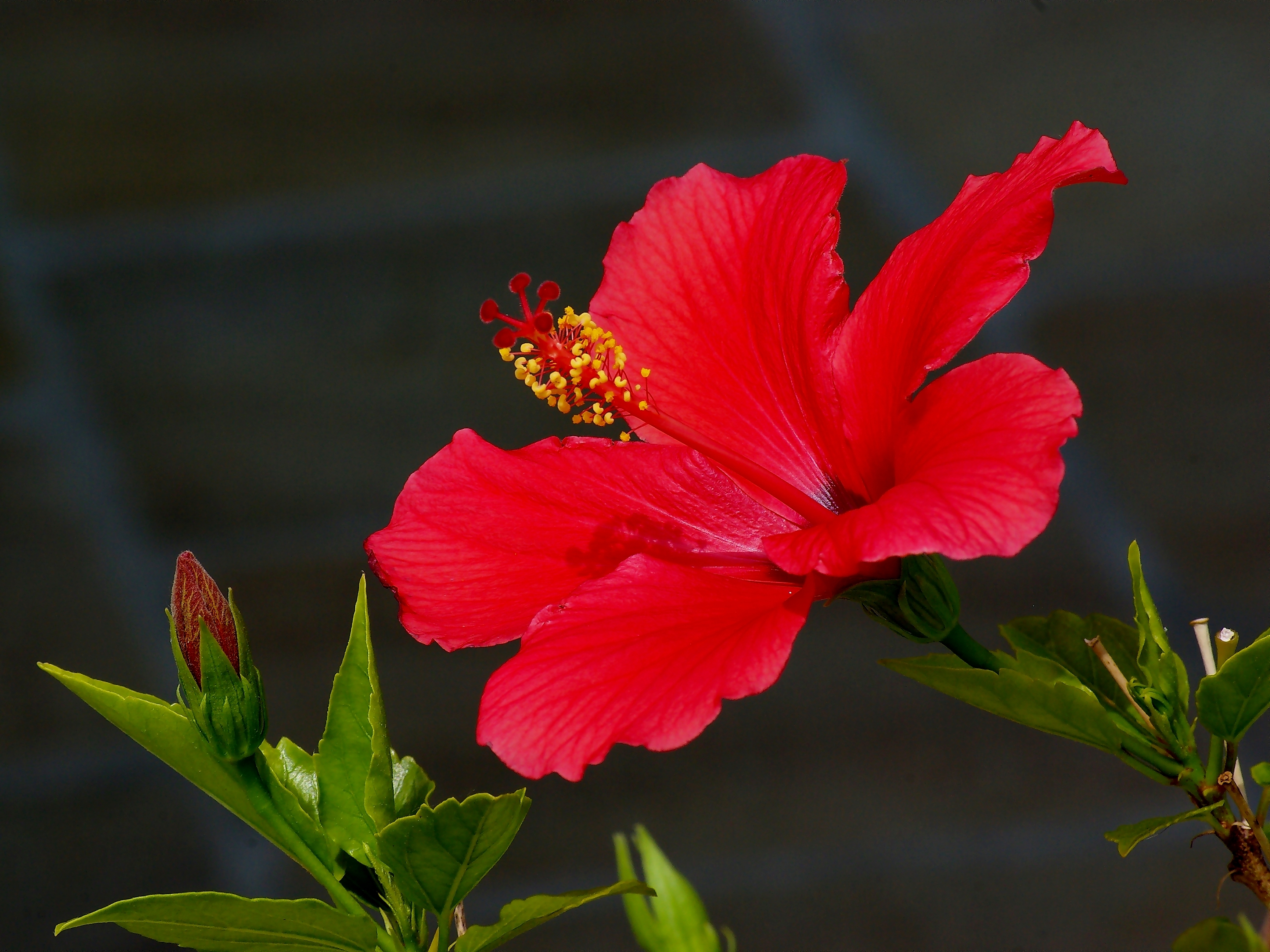
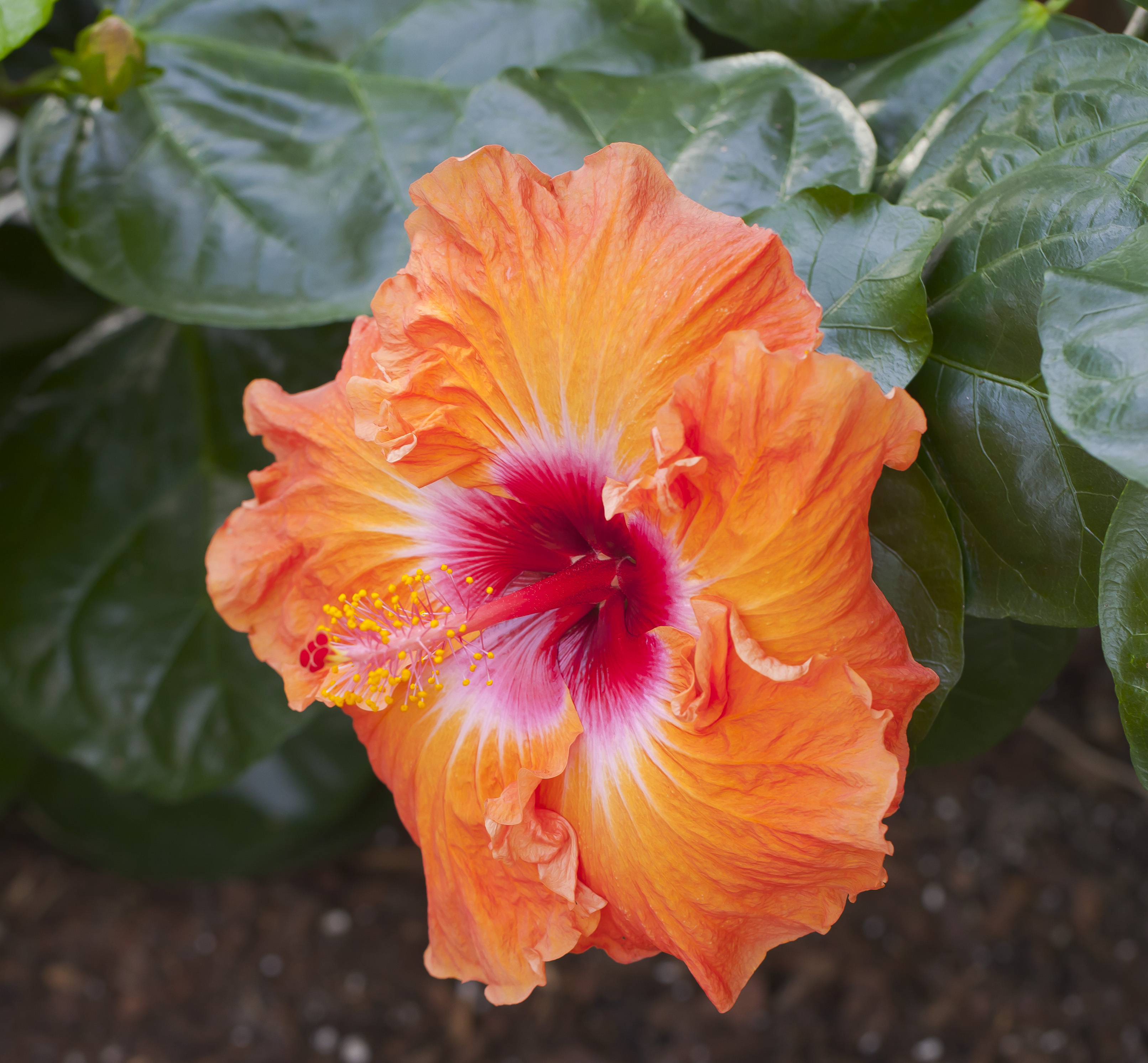

... · 
H. insularis · 
H. mutabilis · 
H. rosa-sinensis (Chinese roos) · 
H. sabdariffa (Roselle) · 
H. schizopetalus (Koraalmalve) · 
H. syriacus (Althaeastruik) · 
H. tiliaceus (Waroeboom) · 
H. trionum (Drie-urenbloem) · 
...